# Campeonato Europeu de Halterofilismo de 1954
O 34º Campeonato Europeu de Halterofilismo foi realizado em conjunto com o Campeonato Mundial de Halterofilismo de 1954 na cidade de Viena, na Áustria entre 12 a 15 de outubro de 1954. Foram disputadas sete categorias.

## Medalhistas
| Evento                     | Ouro                                 | Ouro     | Prata                              | Prata    | Bronze                            | Bronze   |
| -------------------------- | ------------------------------------ | -------- | ---------------------------------- | -------- | --------------------------------- | -------- |
| Galo (56 kg)               | Bakir Farjutdinov · União Soviética  | 315,0 kg | Josef Schuster · Alemanha Oriental | 272,5 kg | Arvo Vehkonen · Finlândia         | 272,5 kg |
| Pena (60 kg)               | Rafael Chimishkian · União Soviética | 350,0 kg | Ivan Udodov · União Soviética      | 350,0 kg | Sebastiano Mannironi · Itália     | 320,0 kg |
| Leve (67,5 kg)             | Dmitri Ivanov · União Soviética      | 367,5 kg | Josef Tauchner · Áustria           | 352,5 kg | Ingemar Gustavsson · Suécia       | 332,5 kg |
| Médio (75 kg)              | Fiodor Bogdanovski · União Soviética | 402,5 kg | Ermanno Pignatti · Itália          | 372,5 kg | Ingemar Franzen · Suécia          | 372,5 kg |
| Meio-pesado-leve (82,5 kg) | Trofim Lomakin · União Soviética     | 427,5 kg | Jean Debuf · França                | 405,0 kg | Václav Pšenička · Tchecoslováquia | 395,0 kg |
| Meio-pesado (90 kg)        | Arkadi Vorobiov · União Soviética    | 460,0 kg | Melvin Barnett · Reino Unido       | 385,0 kg | Wilhelm Flenner · Áustria         | 377,5 kg |
| Pesado (+ 90 kg)           | Franz Hölbl · Áustria                | 425,0 kg | Eino Mäkinen · Finlândia           | 407,5 kg | Adelfino Mancinelli · Itália      | 390,0 kg |

## Quadro de medalhas
| Ordem | País              | Medalha de ouro | Medalha de prata | Medalha de bronze | Total |
| ----- | ----------------- | --------------- | ---------------- | ----------------- | ----- |
| 1     | União Soviética   | 6               | 1                | 0                 | 7     |
| 2     | Áustria           | 1               | 1                | 1                 | 3     |
| 3     | Itália            | 0               | 1                | 2                 | 3     |
| 4     | Finlândia         | 0               | 1                | 1                 | 2     |
| 5     | França            | 0               | 1                | 0                 | 1     |
| 5     | Alemanha Oriental | 0               | 1                | 0                 | 1     |
| 5     | Reino Unido       | 0               | 1                | 0                 | 1     |
| 8     | Suécia            | 0               | 0                | 2                 | 2     |
| 9     | Tchecoslováquia   | 0               | 0                | 1                 | 1     |
| Total | Total             | 7               | 7                | 7                 | 21    |